# Adriana van Beieren-Schagen

Wapen van Van Beieren-Schagen

Adriana van Beieren-Schagen (geboren ca. 1576-1656) was een dochter van Jan III van Beieren-Schagen en Anna van Assendelft, de dochter van Dirk IV van Assendelft heer van Kralingen Besoyen, Heinenoord, Land van de Wale, Brandswaarde (ca. 1498 - Brussel 1553) en Adriana van Nassau (overleden Breda, 20 december 1558).
In 1654 kwam Adriana in het bezit van de goederen van haar grootvader Dirk IV van Assendelft, waaronder het Kasteel Besoyen.
Adriana van Schagen woonde vanaf circa 1628 aan het Janskerkhof in Utrecht, alwaar zij in augustus 1656 is overleden. Zij werd begraven in de kerk van Besoyen.

## Huwelijk en kinderen
Adriana van Beieren-Schagen trouwde met Johan baron van Wittenhorst, heer van Sonsveld, Drongelen en Oyen en in 1618 heer van Douveren (1568-17 april 1618). Hij was een zoon van Herman van Wittenhorst en Elisabeth van Leraadt.
Uit het huwelijk van Adriana en Johan is geboren:
- Willem Vincent van Wittenhorst. Hij erfde van zijn moeder in 1657 het Kasteel Besoyen en van zijn vader het Kasteel Huys ter Horst.
- Johan van Wittenhorst (overleden in 1659)
- Aleida van Wittenhorst-Sonsfeld. Zij trouwde met Adam Schellaert van Obbendorf (overleden in 1662). Uit hun huwelijk is geboren:
  - Johan Vincent van Schellaert van Obbendorf
- Herman van Wittenhorst-Sonsfeld (1600-Spa, 1651) heer van Sonsfelt. Vanaf 1651 was hij erfelijk Reichsfreiherr, Geheimer Hof- und Regierungsrat. Hij trouwde (1) met Wilhelmina van Gent vrouwe van Oyen, Dieden en Bijsterveld. Hij trouwde (2) met Aleida van Assendelft. Zij was een dochter van Dirk IV van Assendelft heer van Kralingen, Besoyen, Heinenoord, Land van de Wale en Brandswaarde (ca. 1498 - Brussel, 1553) en Adriana van Nassau (overleden Breda, 20 december 1558). Uit zijn eerste huwelijk is geboren:
  - Frederik Willem van Wittenhorst-Sonsfeld erfschenker van het Hertogdom Cleve 1650-1711. Hij trouwde met Amalia Henriette van Schwerin-Landsberg (1658-1699). Uit dit huwelijk:
    - Albertine Eleonore van Wittenhorst-Sonsfeld (1693-1721). Zij trouwde Heinrich Karl von der Marwitz (1680-1744). Uit dit huwelijk:
      - Friederike Karoline von der Marwitz (1720-1763). Zij trouwde met Albrecht Karl Friedrich Graf von Schönburg-Waldenburg (1710-1765). Uit dit huwelijk:
        - Otto Karl Friedrich Fürst von Schönburg-Waldenburg (1758-1800). Hij trouwde met Henriette Eleonore Elisabeth Gräfin Reuss zu Köstritz (1755-1829). Uit dit huwelijk:
          - Otto Victor Fürst von Schönburg-Waldenburg (1785-1859). Hij trouwde met Thekla Prinzessin von Schwarzburg-Rudolstadt (1801-1883). Uit dit huwelijk:
            - Mathilde Prinzessin von Schwarzburg-Waldenburg (1826-1914). Zij trouwde met Franz Friedrich Adolf Prinz von Schwarzburg-Rudolstadt (1801-1875). Uit dit huwelijk:
              - Marie Karoline Auguste Prinzessin von Schwarzburg-Waldenburg (1850-1922). Zij trouwde Friedrich Franz II, Groothertog van Mecklenburg-Schwerin (1823-1883). Uit dit huwelijk:
                - Z.K.H. Hendrik Wladimir Albrecht Ernst prins der Nederlanden, hertog van Mecklenburg-Schwerin (1876-1934). Hij trouwde met H.M. Wilhelmina Helena Paulina Maria koningin der Nederlanden, prinses van Oranje-Nassau, enz., enz.. (1880-1962)

- Adriana van Schagen, Archief Huis en de Heerlijkheid Ter Horst en de familie Van Wittenhorst, Regionaal Historisch Centrum Limburg.
- Claustraal erf III, Huizen aan het Janskerkhof.